# Тишкакалькупуль (муниципалитет)
Тишкакалькупуль (исп. Tixcacalcupul) — муниципалитет в Мексике, штат Юкатан, с административным центром в одноимённом посёлке. Численность населения, по данным переписи 2010 года, составила 6665 человек.

## Общие сведения
Название Tixcacalcupul c майянского языка можно перевести как: двойной колодец Купуль. Купулем назывался район проживания индейцев майя в доиспанский период, а двойной колодец — это сенот с двумя входами.
Площадь муниципалитета равна 502 км², что составляет 1,26 % от площади штата, а бо́льшая часть расположена на высоте 30 метров над уровнем моря.
Он граничит с другими муниципалитетами Юкатана: на севере с Текомом, на востоке с Чичимилой, и на западе с Чикинцонотом, а также на юге граничит с другим штатом Мексики — Кинтана-Роо.

## Учреждение и состав
Муниципалитет был образован в 1918 году, в его состав входит 17 населённых пунктов, самые крупные из которых:
| Код INEGI                  | Населённый пункт                                                                              | Численность населения (2005 год) | Численность населения (2010 год) |
| -------------------------- | --------------------------------------------------------------------------------------------- | -------------------------------- | -------------------------------- |
| 092                        | Всего                                                                                         | 6173                             | 6665                             |
| 0001                       | Тишкакалькупуль (исп. Tixcacalcupul) 20°32′12″ с. ш. 88°16′13″ з. д. (административный центр) | 3207                             | 3492                             |
| 0004                       | Экпец (исп. Ekpedz) 20°18′55″ с. ш. 88°25′46″ з. д.                                           | 1235                             | 1374                             |
| 0023                       | Сан-Хосе (исп. San José) 20°21′18″ с. ш. 88°24′50″ з. д.                                      | 466                              | 484                              |
| 0009                       | Пооп (исп. Poop) 20°19′47″ с. ш. 88°24′01″ з. д.                                              | 437                              | 469                              |
| 0007                       | Махас (исп. Mahas) 20°18′34″ с. ш. 88°19′53″ з. д.                                            | 377                              | 394                              |
| 0019                       | Штобиль (исп. X-Tohbil) 20°18′13″ с. ш. 88°16′07″ з. д.                                       | 307                              | 340                              |
| 0002                       | Каролина (исп. Carolina) 20°21′28″ с. ш. 88°18′09″ з. д.                                      | 68                               | 62                               |
| —                          | Прочие                                                                                        | 76                               | 50                               |
| Названия на карте Генштаба |                                                                                               |                                  |                                  |

## Экономика
По статистическим данным 2000 года, работоспособное население занято по секторам экономики в следующих пропорциях:
- сельское хозяйство и скотоводство — 66,1 %;
- производство и строительство — 16,4 %;
- торговля, сферы услуг и туризма — 15,7 %;
- безработные — 1,8 %.

## Инфраструктура
По статистическим данным 2010 года, инфраструктура развита следующим образом:
- протяжённость дорог: 75,4 км;
- электрификация: 89,5 %;
- водоснабжение: 99 %;
- водоотведение: 36,1 %.

## Достопримечательности
В муниципалитете можно посетить различные достопримечательности:
Археологические: древний город цивилизации майя — Шай-Бей.
Исторические: монумент Хуана Купуля в центральном парке города — одного из предводителей майя, помешавших уничтожению города в 1848 году правительственными войсками, во время войны рас.

## Фотографии
- Церковь в Экпеце
- Типичное жильё муниципалитета